# 炸薯球
炸薯球（英語：Tater tots）一般作为配菜，是将马铃薯用擦床擦碎以后油炸制成。 通常呈圆柱形，外皮酥脆。 "Tater Tots"实际上是亨氏集团下属Ore-Ida公司的注册商标，但一般也用于指非其生产的其他类似食品

## 历史
Tator Tots发明于1953年，其发明人F·尼斐·格里格（F. Nephi Grigg,）和戈登·格里格（Golden Grigg）（也是Ore-Ida的创始人） 当时正在发愁如何处理多余的馬鈴薯片。 他们把馬鈴薯片切碎，加入面粉和调味料调匀，然后将混合物通过一个小洞像挤牙膏一样挤出来，最后把挤出的长条切段并油炸。 1956年第一份炸薯球上市销售。
最初炸薯球是非常廉价的。 爱荷华州立大学的广告学讲座指出，薯球最初无人问津是因为人们认为其没有什么价值。然而随着后来其定价提高，人们反而开始购买它。 现在，美国人每年平均消耗大约700,000,000磅的薯球。

## 词源
"Tater"实际上是"Potato"的变形（Potato->tato->Tater）;"Tots"原意是“小孩子”，这可能是因为薯球的通常体积很小，也有可能是因为小孩子们非常喜欢它。 在一些地区，也有直接称其为"Tots"的。

## 食用

### 美国
在美国，炸薯球是常见的学校午餐。 在超市和杂货店的冷冻食品部也能买到冷冻的炸薯球。 一些快餐店也出售炸薯球。
连锁超市西夫韦公司出售的炸薯球称为"Tater Treats"。索尼克汽车饭店也出售配以奶酪和辣豆酱的炸薯球，另外还提供含有奶酪夹心的"Cheesy Tots"。太平洋西北地区的一些餐馆还提供浇上纳乔奶酪酱的"totchos"。
一些墨西哥式快餐店也出售薯球: Taco Time和Señor Frog's的薯球叫做"Mexi-Fries"，而Taco Bell的薯球称为"Mexi-Nuggets"和"Border Fries"。美国西南部的Taco Mayo出售的碟型薯球叫做"Potato Locos"。 Taco John's也提供叫做 "Potato Olés"的硬币型薯球。

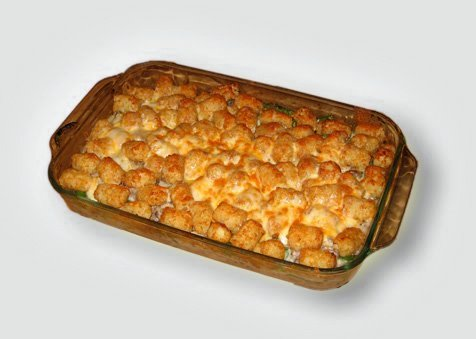
在中西部各州，薯球热荤——用薯球、牛肉馅和各种蔬菜做成的法国砂锅——非常流行。

在美国东北的一些地区薯球被称为"juliennes"或"potato puffs"。 在中西部地区，薯球热荤——用薯球、牛肉馅和罐头汤做成的法国砂锅——非常流行。
电影《拿破仑炸药》，监狱真人秀60 Days In和电视剧The Weird Al Show的主题曲中都提到了薯球。 恐怖分子泰德·卡辛斯基也非常喜欢炸薯球，它们被特别地和他的其他财产一道存放在一个偏远的小屋里。

### 世界上的其他地区
在澳大利亚，薯球被称为"potato gems", "potato royals"或者"potato pom-poms" (新西兰也使用这一称谓)。在英国， 罗斯冷冻食品曾经生产过叫做"oven crunchies"，但现已停产。在加拿大, 麦凯恩食品有限公司的薯球叫做"Tasti Taters"，而Cascadian Farm的薯球被称为"Spud Puppies"。